# Anna Zozulia
Anna Zozulia, ukr. Анна Зозуля (ur. 10 marca 1980) – ukraińska szachistka, arcymistrzyni od 2000, posiadaczka męskiego tytułu mistrza międzynarodowego od 2004,  reprezentantka Belgii od 2007 roku.

## Kariera szachowa
W szachy gra od 7. roku życia. Była wielokrotną medalistką mistrzostw Ukrainy juniorek w różnych kategoriach wiekowych, w tym sześciokrotnie złotą. Pomiędzy 1993 a 1999 r. wiele razy startowała w mistrzostwach świata i Europy juniorek, trzykrotnie zdobywając medale: złoty (Cala Galdana 1996 – MŚ do 16 lat) oraz dwa srebrne (Żagań 1995 – ME do 16 lat i Mureck 1998 – ME do 18 lat).
W 1998 r. zdobyła tytuł wicemistrzyni Ukrainy. W 2003 r. zdobyła tytuł mistrzyni Kijowa, natomiast w 2004 r. w otwartych turniejach w Condomie, La Fère i Marsylii wypełniła normy na tytuł mistrza międzynarodowego. W 2006 r. podzieliła II m. (za Dotanem Ganorem wspólnie z Wadimem Małachatko, Petrem Habą i Branko Filipoviciem) w Winterthurze, a w 2007 r. odniosła kolejny sukces, dzieląc III m. w silnie obsadzonym turnieju ZMD-Open w Dreźnie (za Robertem Kempińskim i Ehsanem Ghaemem Maghamim, wspólnie z m.in. Aleksandrem Grafem, Davidem Arutinianem, Władimirem Jepiszynem i Tomaszem Markowskim). W 2008 r. zwyciężyła w kołowym turnieju w Poniewieżu.
Najwyższy ranking w dotychczasowej karierze osiągnęła 1 października 2004 r., z wynikiem 2412 punktów zajmowała wówczas 43. miejsce na światowej liście FIDE (oraz piąte wśród ukraińskich szachistek).

## Życie prywatne
Jest żoną arcymistrza Wadima Małachatko, który również reprezentuje Belgię.